# 2014年阿爾及利亞總統選舉
2014年阿爾及利亞總統選舉是於2014年4月17日在阿爾及利亞進行的總統選舉，藉以選出阿爾及利亞總統，最終由現任總統阿卜杜勒-阿齊茲·布特弗利卡成功連任，他的任期將會至2019年。

## 背景
自2009年阿爾及利亞總統選舉過後，阿爾及利亞的政治受到阿拉伯之春的影響，爆發了多場示威行動。鄰國方面，突尼西亞在經歷茉莉花革命的洗禮後，仍然不時出現伊斯蘭原教旨主義派與非宗教派的衝突，同時間2013年突尼西亞國會選舉也正如火如荼進行。利比亞則面臨利比亞內戰後政權更迭帶來的不安情勢。

## 候選人
2013年11月，自1962年獨立以來一直是該國執政黨的民族解放陣線確定推派現任總統阿卜杜勒-阿齊茲·布特弗利卡投入選舉，尋求四連任。

## 選舉結果
| 候選人                     | 政黨            | 得票數     | 得票率% |
| -------------------------- | --------------- | ---------- | ------- |
| 阿卜杜勒-阿齊茲·布特弗利卡 | 民族解放陣線    | 8,332,598  | 81.53   |
| 阿里·本·弗利斯             | 無黨籍          | 1,244,918  | 12.18   |
| 阿卜杜勒-阿齊茲            | 未来前进        | 343,624    | 3.36    |
| 路易莎·哈努恩              | 工人党          | 140,253    | 1.37    |
| 阿里·福兹·雷贝恩           | 阿德54          | 101,046    | 0.99    |
| 穆萨·图阿蒂                | 国民阵线        | 57,590     | 0.56    |
| 無效/空白票                | 無效/空白票     | 1,087,449  | –       |
| 總計                       | 總計            | 11,307,478 | 100     |
| 登記選民/投票率            | 登記選民/投票率 | 21,871,393 | 51.70   |
| 來源: 阿爾及利亞內政部     |                 |            |         |